# Tarsozeuzera livingstoni
Tarsozeuzera livingstoni is een vlinder uit de familie houtboorders (Cossidae). De wetenschappelijke naam van deze soort werd voor het eerst geldig gepubliceerd in 2006 door Yakovlev.
De soort komt voor in tropisch Afrika.